# Сільськогосподарський університет у Кракові
50°03′53″ пн. ш. 19°55′29″ сх. д. / 50.06472° пн. ш. 19.92472° сх. д.
Сільськогосподарський університет імені Гуго Коллонтая у Кракові (пол. Uniwersytet Rolniczy im. Hugona Kołłątaja w Krakowie) — сільськогосподарський заклад вищої освіти у польському Кракові, заснований у 1953 році.
Заснований у 1953 році на базі факультетів сільського та лісового господарств Ягеллонського університету як Сільськогосподарська вища школа, яка стала самостійним науково-дидактичним підрозділом, незалежним від Ягеллонського університету (Постанова №565 Ради Міністрів від 29 липня 1953 року). З часом у структурі школи з'явилися факультети:
- У 1955 році — Факультет меліорації;
- У 1963 році — Факультет лісового господарства;
- У 1968 році — Факультет садівництва.

У 1972 році перейменований на Аграрна академія імені Гуго Коллонтая. 
Надалі створені нові факультети:
- У 1973 році — факультет економіки та сільського господарства у Ряшеві, який у 2001 році як економічний факультет включений до Ряшівського університету;
- У 1977 році — факультет механізації та енергетики сільського господарства
- У 1994 році — факультет харчових технологій.

У 2008 році реорганізований у Сільськогосподарський університет імені Гуго Коллонтая у Кракові.

## Структура
До складу університету входить 7 факультетів та університетський центр, які здійснюють підготовку фахівців за рядом напрямків:
- Факультет землеробства та економіки
  - Землеробство
  - Охорона довкілля
  - Управління
  - Економіка
- Факультет тваринництва
  - Зоотехнія
  - Рибне господарство
  - Біологія
- Факультет лісового господарства
  - Лісове господарство
  - Управління природним середовищем
- Факультет інженерії довкілля та геодезії
  - Екологічна інженерія
  - Техніка та управління водними ресурсами
  - Геодезія та картографія
  - Ландшафтна архітектура
  - Економіка
- Факультет біотехнології та садівництва
  - Садівництво
  - Біотехнологія
  - Агроекологія
  - Біоінженерія
  - Садівництво з маркетингом
  - Садово-паркове мистецтво
- Лікарські рослини
- Факультет агровиробництва та енергетики
  - Техніка сільського та лісового господарства
  - Відновлювані джерела енергії та поводження з відходами
  - Управління та виробнича інженерія
- Факультет харчових технологій
  - Харчова промисловість та харчування
  - Товарознавство
  - Дієтологія
- Якість та безпека харчових продуктів
- Університетський центр ветеринарної медицини UJ-UR
  - Ветеринарія.

## Ректори
- 1953–1962 – проф. Юзеф Кубіца
- 1962–1971 – проф. Тадеуш Рубенбауер
- 1971–1981 – проф. Тадеуш Войташек
- 1981–1984 – проф. Томаш Яновський
- 1984–1985 – проф. Пйотр Залевський
- 1985–1989 – проф. Владислав Баля
- 1989–1990 – проф. Пйотр Залевський
- 1990–1993 – проф. Барбара Скуцинська
- 1993–1999 – проф. Казімеж Косиняк-Камиш
- 1999–2005 – проф. Збігнєв Шліпек
- 2005–2012 – проф. Януш Жмія
- з 2012 – проф. Влодімєж Сади.